# Secessione dell'Aventino

Alcuni parlamentari dell'opposizione mentre discutono sulla proposta di secessione detta dell'Aventino

La secessione dell'Aventino fu un atto di protesta attuato a partire dal 27 giugno 1924 dalla Camera dei deputati del Regno d'Italia nei confronti del governo Mussolini in seguito al delitto Matteotti avvenuto il 10 giugno dello stesso anno.
L'iniziativa, che consisteva nell'astensione dai lavori parlamentari fino a che i responsabili del rapimento Matteotti non fossero stati processati, prese il nome del colle Aventino dove, secondo la storia romana, si ritiravano i plebei nei periodi di acuto conflitto con i patrizi (secessio plebis). La protesta non ebbe successo e, dopo due anni, il 9 novembre 1926 la Camera dei deputati deliberò la decadenza dei 123 deputati aventiniani.

## Il contesto storico

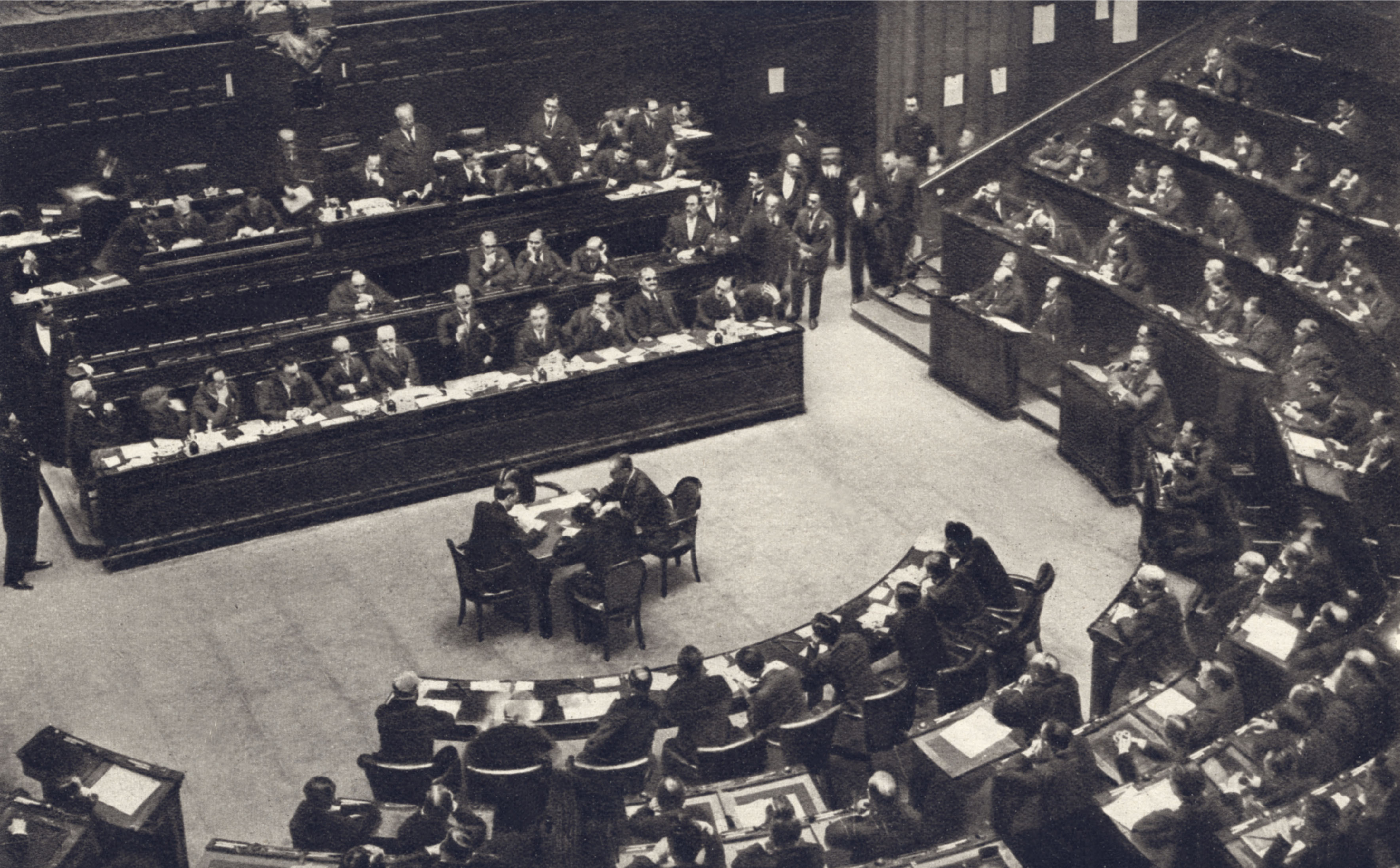
Mussolini e i ministri fascisti siedono nei banchi del Governo alla Camera

Il 30 maggio 1924 il deputato socialista Giacomo Matteotti prese la parola alla Camera dei deputati per contestare i risultati delle elezioni tenutesi il precedente 6 aprile. Matteotti denunciò apertamente tutta una serie di violenze, illegalità e abusi commessi dai fascisti per condizionare il risultato elettorale e vincere le elezioni.
Il 10 giugno 1924, intorno alle ore 16:15, Giacomo Matteotti uscì a piedi dalla sua abitazione romana per dirigersi verso il Palazzo di Montecitorio, sede della Camera dei deputati. In lungotevere Arnaldo da Brescia, secondo le testimonianze, era ferma un'auto con a bordo alcuni individui. Due degli occupanti balzarono addosso al parlamentare socialista. Matteotti riuscì a divincolarsi buttandone uno a terra e rendendo necessario l'intervento di un terzo che lo stordì colpendolo al volto con un pugno. Gli altri due intervennero per caricarlo in macchina. In seguito i testimoni identificarono la vettura, descritta come "un'automobile, nera, elegante, chiusa", per una Lancia Lambda.  Due giorni dopo il rapimento fu individuata l'auto che risultò proprietà del direttore del Corriere Italiano Filippo Filippelli.
Amerigo Dumini fu arrestato il 12 giugno 1924 alla Stazione di Roma Termini, mentre si accingeva a partire per il Nord Italia e tradotto nel carcere di Regina Coeli. Fu però solo il 16 agosto successivo che il cadavere di Matteotti fu ritrovato nel bosco della Quartarella, aggravandosi così la già complessa crisi politica.
Il 13 giugno Benito Mussolini parlò alla Camera dei deputati affermando di non essere coinvolto nella scomparsa di Matteotti, ma anzi di esserne addolorato. 
(Denis Mack Smith, Mussolini e il caso Matteotti, in Studi e ricerche su Giacomo Matteotti (a cura di L. Bedeschi), Urbino, Istituto di storia della Università, 1979, p. 69)
Al termine il Presidente della Camera Alfredo Rocco aggiornò i lavori parlamentari sine die, annullando di fatto la facoltà di replica dell'opposizione all'interno del Parlamento.
Nel frattempo, le prime indagini, intentate dal magistrato Mauro Del Giudice, difensore dell'indipendenza della magistratura di fronte al potere esecutivo, assieme al giudice Umberto Tancredi, individuò nello squadrista Amerigo Dumini la mano dell'assassino. In breve tutti i rapitori furono identificati come fascisti e arrestati, ma dopo un anno e dietro diretto interesse del Duce, l'incarico gli venne tolto e le indagini vennero fermate.
Il 17 giugno Mussolini impose le dimissioni a Cesare Rossi e ad Aldo Finzi che erano indicati dall'opinione pubblica e anche dalle indagini del magistrato Del Giudice, come i gerarchi maggiormente coinvolti a causa delle loro relazioni con Dumini e i suoi uomini. Fu sostituito anche il capo della polizia Emilio De Bono e il giorno seguente anche Mussolini rinunciò alla guida del ministero dell'interno che affidò a Luigi Federzoni.

## L'avvenimento
Nell'imminenza del delitto si costituì un Comitato delle opposizioni, con un esponente per ciascun partito d'opposizione (appartenenti a Partito Popolare Italiano, Partito Socialista Unitario, Partito Socialista Italiano, Partito Comunista d'Italia, Opposizione Costituzionale, Partito Democratico Sociale Italiano, Partito Repubblicano Italiano e Partito Sardo d'Azione). Gramsci avanzò a questo «Comitato dei sedici» - il nucleo dirigente dei gruppi aventiniani - la proposta di proclamare lo sciopero generale che però fu respinta, soprattutto a causa del pessimo ricordo del clamoroso fallimento dello sciopero legalitario alla vigilia della marcia su Roma. I comunisti uscirono allora dal «Comitato delle opposizioni» aventiniane il quale, secondo Gramsci, non aveva alcuna volontà di agire: ha una «paura incredibile che noi prendessimo la mano e quindi manovra per costringerci ad abbandonare la riunione».
Il 27 giugno 1924, 123 deputati dei predetti partiti (salvo i comunisti, che andarono in un'altra sala) si riunirono nella sala della Lupa di Montecitorio, oggi nota anche come sala dell'Aventino, decidendo comunemente di abbandonare i lavori parlamentari finché il governo non avesse chiarito la propria posizione a proposito della scomparsa di Giacomo Matteotti.
Le motivazioni dell'abbandono erano state spiegate dal deputato liberaldemocratico Giovanni Amendola su Il Mondo (giugno 1924): «Quanto alle opposizioni, è chiaro che in siffatte condizioni, esse non hanno nulla da fare in un Parlamento che manca della sua fondamentale ragione di vita. […] Quando il Parlamento ha fuori di sé la milizia e l'illegalismo, esso è soltanto una burla». La linea di opposizione non violenta al governo fu promossa anche dal socialista Filippo Turati che, il 27 giugno, commemorò Matteotti in una sala di Montecitorio di fronte ai secessionisti: «Noi parliamo da quest'aula parlamentare mentre non v'è più un Parlamento. I soli eletti stanno nell'Aventino delle nostre coscienze, donde nessun adescamento li rimuoverà sinché il sole della libertà non albeggi, l'imperio della legge sia restituito, e cessi la rappresentanza del popolo di essere la beffa atroce a cui l'hanno ridotta».
Non parteciparono invece all'Aventino, oltre ovviamente agli eletti del Partito Nazionale Fascista, il Partito Liberale Italiano, il Partito dei Contadini d'Italia, nonché i deputati delle Liste di slavi e di tedeschi.

## Le prospettive politiche
Il 16 agosto 1924 La Civiltà cattolica pubblicò un articolo, firmato da padre Rosa ma concordato con lo stesso segretario di Stato della Santa sede, cardinal Pietro Gasparri, in cui si affermava che la collaborazione tra popolari e socialisti - che era lo sbocco politico cui tendevano Filippo Turati e Luigi Sturzo per dare una prospettiva di governo alla protesta aventiniana - "non sarebbe stata né conveniente, né opportuna, né lecita". Nonostante l'intervento sul Popolo del 6 settembre di Luigi Sturzo, che difese i contatti con quella parte dei socialisti che si erano liberati dei vecchi pregiudizi anticlericali, l'ostacolo frapposto dalle alte gerarchie vaticane si sarebbe rivelato insormontabile, probabilmente perché Pio XI preferiva confidare nelle reiterate promesse mussoliniane di soluzione della questione romana.
Gli "aventiniani" furono sostanzialmente contrari a ordire un'insurrezione popolare per abbattere il governo Mussolini. Allo stesso tempo, le componenti politiche della protesta si riunivano separatamente ed erano contrarie a coordinarsi con altri oppositori del fascismo che non avevano aderito all'Aventino ed erano restati in aula. Confidavano che, dinnanzi all'emersione delle responsabilità del fascismo nella sparizione e ancora presunta morte di Matteotti, il re si decidesse a licenziare Mussolini e a sciogliere la Camera per indire nuove elezioni. Tutto ciò non avvenne.
Tra l'agosto e l'ottobre 1924, alcuni leader dell'Aventino, tra cui Giovanni Amendola, sembrarono condividere la linea insurrezionale a carattere militare portata avanti da una parte dell'associazione combattentistica antifascista Italia libera. Si costituì clandestinamente a Roma un primo nucleo armato denominato "Amici del Popolo" composto da alcune migliaia di uomini. In una relazione al Comitato esecutivo dell'Internazionale Comunista, l'8 ottobre 1924, Palmiro Togliatti stimò in 7 000 uomini i componenti di tale nucleo romano, sostenendo che circa 4 000 fossero controllati dai suoi "infiltrati" comunisti.
Il 12 settembre 1924, per vendicare la morte di Matteotti, il militante comunista Giovanni Corvi uccise in un tram il deputato fascista Armando Casalini, provocando un ulteriore irrigidimento della compagine governativa. Il 20 ottobre il leader comunista Antonio Gramsci propose invano che l'opposizione aventiniana si costituisse in "antiparlamento", in modo da segnare nettamente la distanza tra i secessionisti e un Parlamento composto di soli fascisti. Dinanzi al diniego i comunisti preferirono tornare in aula dal 12 novembre.
Negli ultimi due mesi del 1924, Amendola decise di abbandonare la velleitaria linea insurrezionale, ritornando alla scelta iniziale di confidare sull'appoggio del sovrano per scalzare Mussolini. Tramite il gran maestro del Grande Oriente d'Italia Domizio Torrigiani, Amendola, iscritto alla massoneria, era venuto in possesso di due memoriali che accusavano Mussolini come mandante del delitto Matteotti. Il primo di Filippo Filippelli, coinvolto nel delitto per aver fornito ai sequestratori la Lancia Lambda su cui il deputato socialista era stato rapito e ucciso. In esso Filippelli accusava Amerigo Dumini, Cesare Rossi, il quadrumviro Emilio De Bono e lo stesso Mussolini. Si citava inoltre l'esistenza di un organismo di polizia politica interno al Partito Nazionale Fascista, la cosiddetta Čeka fascista, diretta dal Rossi, dal quale sarebbe stato organizzato l'assassinio. Il secondo, di analogo contenuto, del capo della polizia segreta Cesare Rossi, su cui Mussolini stava tentando di rovesciare ogni responsabilità. In una riunione con Torrigiani e Ivanoe Bonomi, anch'egli massone, si decise che quest'ultimo, che aveva libero accesso al Quirinale, avrebbe sottoposto i due memoriali in visione a re Vittorio Emanuele III per convincerlo a licenziare Mussolini e formare un governo militare di transizione. L'incontro avvenne ai primi di novembre del 1924 ma non ebbe alcun esito. Il re, infatti, quando si rese conto delle terribili accuse contenute nei due memoriali, si nascose il viso dicendo di "essere cieco e sordo", e che i suoi occhi e le sue orecchie erano la Camera e il senato. Quindi, riconsegnò i documenti al loro latore senza prendere provvedimenti.
L'8 novembre 1924, su impulso di Amendola, un gruppo di "aventiniani" costituì una nuova formazione politica in rappresentanza dei principi di libertà e di democrazia, "fondamento dell'Unità d'Italia e delle lotte risorgimentali, prevaricati e perseguitati dall'insorgente regime fascista" come asserito nel documento sottoscritto dagli aderenti. Al nuovo partito politico, denominato Unione nazionale delle forze liberali e democratiche, aderirono undici deputati, sedici ex deputati e undici senatori, che si costituirono in gruppo politico. Ciò favorì il consolidamento della componente "amendoliana" della secessione e il suo allargamento a personalità di diversa estrazione politica quali i liberal-democratici Nello Rosselli e Luigi Einaudi, i radicali come Giulio Alessio, i socialdemocratici come Ivanoe Bonomi, Meuccio Ruini e Luigi Salvatorelli, indipendenti come Carlo Sforza e, in seguito, repubblicani come il giovane Ugo La Malfa.
Nonostante l'invito a non rientrare in aula - contenuto in un telegramma del 22 ottobre 1924 proveniente dal Comitato esecutivo dell'Internazionale comunista - la presenza comunista a Montecitorio, il 12 novembre 1924, segnò una frattura nell'esperienza aventiniana: il deputato comunista Luigi Repossi rientrò alla Camera dei deputati per commemorare in Assemblea Matteotti a nome del suo partito; il successivo 26 novembre vi rientrò anche tutto il gruppo parlamentare comunista.
Il 27 dicembre 1924 il quotidiano Il Mondo, diretto da Giovanni Amendola, pubblicò il memoriale difensivo del Rossi, composto da 18 cartelle di appunti, in cui si leggeva: «voglio subito dire che tutto quanto è successo è avvenuto sempre per la volontà diretta o per l'approvazione o per la complicità del Duce». Rossi così accusava direttamente Mussolini per l'omicidio del leader socialista, in seguito all'intervento parlamentare di Matteotti del 30 maggio 1924, nel quale si denunciavano i brogli elettorali e le violenze del 6 aprile. Il memoriale Filippelli apparve invece sulla rivista antifascista fiorentina Non mollare, diretta da Carlo Rosselli, nel febbraio 1925.

## La reazione di Mussolini
Il timore che Vittorio Emanuele III potesse prendere in considerazione il suo licenziamento, alla luce delle prime votazioni sul bilancio nel novembre-dicembre 1924 e delle posizioni critiche espresse da Giolitti e Salandra, spinse Mussolini a pronunciare il discorso del 3 gennaio 1925. In esso il capo del fascismo si assunse la responsabilità politica, morale e storica dei fatti: ricordando l'articolo 47 dello Statuto della Camera, che prevedeva la possibilità d'accusa per i Ministri del Re da parte dei deputati, Mussolini chiese formalmente al Parlamento un atto d'accusa nei suoi confronti. Peraltro, ciò non poteva avvenire senza il rientro alla Camera dei deputati degli "aventiniani" e, comunque, il voto favorevole di almeno parte dei fascisti che costituivano la maggioranza di governo. Va osservato, però, che anche all'interno dello stesso Partito Nazionale Fascista (PNF) si stavano tenendo accese discussioni, che vedevano contrapposti gli intransigenti e la frangia più moderata.
L'opposizione aventiniana non riuscì a reagire, sia per le immediate repressioni ordinate da Mussolini, sia per i frazionismi interni. Anziché rientrare in Parlamento e dar battaglia tra i banchi della minoranza preferì continuare a perseguire un semplice ruolo morale nei confronti dell'opinione pubblica.
I gruppi di Italia Libera furono soppressi già tra il 3 e il 6 gennaio 1925. Il giudizio del Senato come Alta corte di giustizia su Emilio De Bono, sollecitato solo dalla denuncia di Luigi Albertini e dei cattolici, si concluse dopo sei mesi con l'archiviazione, dopo la ritrattazione di Filippelli, sentito come testimone il 24 marzo 1925. Cesare Rossi fu prosciolto in istruttoria e scarcerato nel dicembre 1925. Il 20 luglio 1925 Giovanni Amendola fu aggredito dalle squadre fasciste in località La Colonna a Pieve a Nievole (in provincia di Pistoia). Non si sarebbe più ripreso dall'aggressione. Perì a Cannes il 7 aprile 1926, a seguito delle percosse subite.

## L'instaurazione della dittatura
Il 16 gennaio 1926 alcuni popolari e demosociali entrarono a Montecitorio per assistere alle celebrazioni solenni per la morte della regina Margherita di Savoia, ma poco dopo la violenza repressiva di alcuni parlamentari fascisti li scacciò dall'aula e lo stesso Mussolini il giorno dopo accusò il comportamento dei deputati aggrediti, accusandoli di indelicatezza nei confronti della sovrana.
Tra il 16 e il 24 marzo 1926 si svolse il processo contro Dumini e le altre persone implicate nell'omicidio. La vicenda giudiziaria si chiuse con tre assoluzioni e tre condanne per omicidio preterintenzionale  (tra cui lo stesso Dumini) tutte a cinque anni, undici mesi e venti giorni, di cui quattro condonati in seguito all'amnistia generale del 1926.
Nei giorni successivi all'attentato contro Mussolini del 31 ottobre 1926, si ebbe la soppressione delle libertà costituzionali, con l'approvazione delle leggi eccezionali del fascismo: il Governo approvò la reintroduzione della pena di morte accompagnata dalla soppressione di tutti i giornali e periodici antifascisti, l'istituzione del confino di polizia comportante la perdita della libertà personale per semplice provvedimento amministrativo e sulla base del solo sospetto, la creazione di un Tribunale speciale per la difesa dello Stato. Agli oppositori non rimase che l'esilio.
Con il Regio decreto 6 novembre 1926, n. 1848 (Disposizioni relative all'ordine pubblico e alla incolumità pubblica), ai prefetti venne anche imposto di sciogliere qualsiasi partito o organizzazione politica contraria al fascismo, dando vita alla dittatura. Da quel momento, tutti i partiti politici con l'eccezione del Partito Nazionale Fascista furono definitivamente banditi.
Il 9 novembre 1926 la Camera dei deputati, riaperta per ratificare le leggi eccezionali, deliberava anche la decadenza dei 123 deputati aventiniani: Gregorio Agnini, Giuseppe Albanese, Salvatore Aldisio, Gino Alfani, Filippo Amedeo, Giovanni Bacci, Gino Baldesi, Arturo Baranzini, Pietro Bellotti, Roberto Bencivenga, Arturo Bendini, Guido Bergamo, Mario Bergamo, Mario Berlinguer, Alessandro Bocconi, Antonio Boggiano Pico, Igino Borin, Giambattista Bosco Lucarelli, Roberto Bracco, Giovanni Braschi, Alessandro Brenci, Carlo Bresciani, Bruno Buozzi, Vittorio Buratti, Emilio Caldara, Romeo Campanini, Giuseppe Canepa, Russardo Capocchi, Paolo Cappa, Luigi Capra, Luigi Carbonari, Giulio Cavina, Eugenio Chiesa, Mario Cingolani, Giovanni Antonio Colonna di Cesarò, Paolo Conca, Giovanni Conti, Felice Corini, Giovanni Cosattini, Mariano Costa, Onorato Damen, Raffaele De Caro, Alcide De Gasperi, Diego Del Bello, Palmerio Delitala, Luigi Fabbri, Cipriano Facchinetti, Luciano Fantoni, Giuseppe Faranda, Enrico Ferrari, Bruno Fortichiari, Luigi Fulci, Angelo Galeno, Tito Galla, Dante Gallani, Egidio Gennari, Annibale Gilardoni, Vincenzo Giuffrida, Enrico Gonzales, Antonio Gramsci, Achille Grandi, Antonio Graziadei, Ruggero Grieco, Giovanni Gronchi, Leonello Grossi, Ugo Guarienti, Giovanni Guarino Amella, Ferdinando Innamorati, Arturo Labriola, Luigi La Rosa, Costantino Lazzari, Nicola Lombardi, Ettore Lombardo Pellegrino, Giovanni Maria Longinotti, Emidio Lopardi, Francesco Lo Sardo, Arnaldo Lucci, Emilio Lussu, Luigi Macchi, Cino Macrelli, Fabrizio Maffi, Pietro Mancini, Federico Marconcini, Mario Augusto Martini, Pietro Mastino, Angelo Mauri, Nino Mazzoni, Giovanni Merizzi, Umberto Merlin, Giuseppe Micheli, Fulvio Milani, Giuseppe Emanuele Modigliani, Enrico Molè, Guido Molinelli, Riccardo Momigliano, Giorgio Montini, Alfredo Morea, Oddino Morgari, Elia Musatti, Nunzio Nasi, Tito Oro Nobili, Angelo Noseda, Giovanni Persico, Guido Picelli, Camillo Prampolini, Enrico Presutti, Antonio Priolo, Luigi Repossi, Ezio Riboldi, Giulio Rodinò, Giuseppe Romita, Francesco Rossi, Giuseppe Srebrnic, Mario Todeschini, Claudio Treves, Domenico Tripepi, Filippo Turati, Umberto Tupini, Giovanni Uberti, Arturo Vella, Domenico Viotto, Giulio Volpi. A questi fu aggiunto anche il fascista dissidente Massimo Rocca.
In un primo momento la mozione, presentata da Farinacci, aveva parlato solo di aventiniani ed era stata motivata proprio con il fatto della secessione parlamentare: ne restavano perciò esclusi i comunisti che erano rientrati in aula. Poi la mozione fu emendata da Augusto Turati ed estesa anche ai comunisti. Come effetto dell'ordine del giorno gli unici rappresentanti dell'opposizione a Montecitorio rimanevano i 6 deputati appartenenti alla fazione giolittiana; già la sera prima Antonio Gramsci, in violazione dell'immunità parlamentare ancora vigente, era stato arrestato.

### Seguiti
Filippo Turati riuscì a fuggire a Calvi in Corsica, il 12 dicembre 1926, grazie all'aiuto di Carlo Rosselli, Sandro Pertini e Ferruccio Parri, con un motoscafo partito da Savona e guidato da Italo Oxilia. Morì in esilio a Parigi nel 1932.
Dopo il suo arresto, Gramsci trascorse otto anni nel carcere di Turi. Nel 1934, in seguito al grave deterioramento delle sue condizioni di salute, ottenne la libertà condizionata e fu ricoverato in una clinica di Roma, dove venne meno nel 1937.
Tra gli altri deputati "aventiniani" furono costretti all'esilio i socialisti Bruno Buozzi (fucilato dai tedeschi a La Storta il 4 giugno 1944), Arturo Labriola e Claudio Treves (morto a Parigi nel 1933), i comunisti Guido Picelli (ucciso durante la guerra civile spagnola nel 1937) e Ruggero Grieco (condannato in contumacia dal tribunale speciale a 17 anni di carcere), il sardista Emilio Lussu (evaso dal confino di Lipari ed espatriato in Francia nel 1929, rientrò in Italia nel 1943), i repubblicani Cipriano Facchinetti, Eugenio Chiesa (morto a Giverny nel 1930) e Mario Bergamo. Il socialista Giuseppe Romita, il comunista Luigi Repossi e il repubblicano Cino Macrelli scontarono diversi anni di confino. Chi non fu imprigionato o confinato, fu comunque costretto ad abbandonare la vita politica sino alla caduta del fascismo.
Caduto il regime fascista l'Assemblea Costituente della neonata Repubblica Italiana promulgò il 1º gennaio 1948 la Costituzione: nella III disposizione transitoria e finale la seduta del 9/11/1926 veniva ricordata in quanto tra i criteri di nomina dei "senatori di diritto" della I legislatura, oltre a quelli eletti nel Senato del Regno, vi era anche "essere stati dichiarati decaduti nella seduta della Camera dei deputati del 9 novembre 1926". Risultarono quindi nominati 106 senatori, in aggiunta ai 237 usciti dalle urne del 18 aprile 1948.